# Fee Vispa
La Fee Vispa è il torrente che percorre la Feetal (la valle di Saas Fee, una piccola laterale della Saastal) nel Canton Vallese, in Svizzera. 

## Percorso
È un torrente lungo 5 km il cui maggior tributario è la Torrenbach. Il torrente nasce dal Feegletscher, e confluisce nella Saaser Vispa all'altezza di Saas Grund.
La Fee Vispa bagna i comuni di Saas-Fee e di Saas-Grund.